# Siège de Constantinople (813)
Pour les articles homonymes, voir Siège de Constantinople.
Guerres byzantino-bulgares
Le siège de Constantinople en 813 par le Khan Kroum (en bulgare, Крум) est une tentative avortée de prendre la ville lors des guerres du début du IXe siècle entre Bulgares et Byzantins.
Après la bataille de Versinikia ou deuxième bataille d’Andrinople le 22 juin 813, qui est une défaite pour les Byzantins, la cavalerie de Kroum les poursuit et amplifie cette déroute, et Kroum avance sur Constantinople, qu’il assiège par terre. Michel Ier Rangabé est forcé d’abdiquer et devient moine, devenant le troisième empereur byzantin abattu par Kroum en quelques années.
Kroum arrive en vue de la ville le 17 juillet 813 et organise un rituel païen à base de sacrifices d'animaux et d'humains afin d'impressionner les assiégés et les forcer à se rendre.
Mais c'est un échec et Kroum constatant que les murailles sont imprenables, décide de proposer la paix au nouvel empereur byzantin Léon V l'Arménien. 
Une rencontre est proposée à Kroum, mais c'est un piège, est il est blessé par des archers en s’enfuyant. Furieux, Kroum ravage les environs de Constantinople, puis sur la route du retour, il prend Andrinople et déporte ses habitants (dont les parents du futur Basile Ier) au-delà du Danube. Malgré l’approche de l’hiver, Kroum profite du beau temps pour envoyer 30 000 hommes en Thrace, armée qui prend Arkadioupolis (Lüleburgaz) et fait 50 000 prisonniers. Le pillage de la Thrace enrichit Kroum et son aristocratie, et permet d'utiliser des éléments architecturaux des villes pillées dans la reconstruction de Pliska ; les artisans déportés travaillèrent également à la reconstruction de la ville.
Kroum passe l’hiver à préparer une attaque d'envergure sur Constantinople, où la rumeur rapporte la constitution d’un important parc d’artillerie transporté sur 5 000 chariots. Mais Kroum meurt le 13 avril 814, et son fils Omourtag lui succède.